# Blue Paul Terrier
O Blue Paul Terrier foi uma uma raça de cães, em sua maioria de pelagem azul, atualmente extinta, que era utilizada para rinha.

## Características
O Blue Paul Terrier assemelhava-se aos Pit Bulls contemporâneos. Eles tinham uma pelagem lisa e corpo poderosamente construído. Eles pesavam cerca de 20 kg e mediam até 50 cm na cernelha. A cabeça era grande; a testa era plana, musculosa, curta e quadrada, grande e ampla, mas não recuada como a do Bulldog. Eles tinham uma ligeira distância entre os olhos, que eram castanho-escuros e não afundado, nem proeminente, nem mostrando pálpebras. As orelhas eram pequenas, finas, de inserção alta, e, invariavelmente, cortadas, e não tinham rugas na testa. A expressão facial do Blue Paul Terrier nunca foi vista em qualquer outra raça. O corpo era arredondado, de lombo curto, largo e muscular, mas não ascendente, e seu peito era profundo e amplo. A cauda era inserida baixa e sem franja, um pouco caída e nunca elevando-se acima das costas. Suas patas dianteiras eram robustas e musculosas, não mostrando nenhuma curva. As pernas traseiras eram muito grossas e fortes, com músculos bem desenvolvidos. A cor era azul escuro e suas variações(tigrado azul, azul e castanho, etc) como pode ser visto em cães Blue nose; no entanto, eles muitas vezes produziam cães vermelhos, que eram conhecidos como Red Smuts na Escócia.

## História

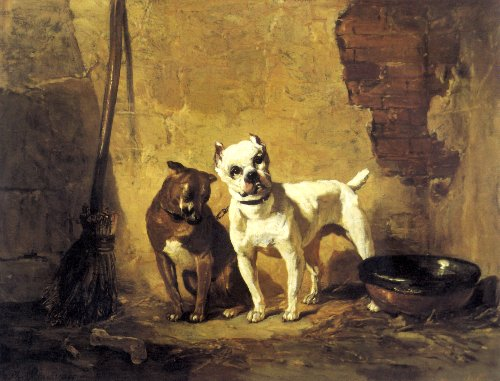
"Melhores Amigos" de Philippe RousseauUm bull-and-terrier e um bulldog branco (c.  1887)

Não há informações sobre a forma como o Blue Paul foi criado ou de onde veio originalmente. Há uma história de que Paul Jones, o pirata, trouxe-os de terras distantes e deixou alguns quando ele visitou sua cidade natal Kirkcudbright, por volta de 1770. Os ciganos de todo o distrito de Kirkintilloch criavam Blue Pauls, que eram usados em rinhas por diversão. Eles eram especialistas em táticas de combate, o que os fizeram grandes favoritos neste "esporte". Alegam que a raça veio originalmente da costa Galloway, que preserva a lenda de Paul Jones. Os primeiros cães a chegar nos Estados Unidos com os imigrantes ingleses em meados do século XIX eram o Blue Paul Terrier e o Bull-and-terrier.
Com suas excelentes habilidades de luta, o Blue Paul foi introduzido como parte da criação do "Staffordshire bull terrier"(ainda Bull-and-terrier na época) no início do século XX e a coloração azul apareceu no Staffbull desde então. Ele também apareceu em Pitbulls e amstaffs, e uma coloração "bluetick" também aparece devido ao cruzamento consanguíneo.